# Skrov
- Övre vänster: Tredimensionell skrovform.
- Över höger: Kravellbyggt skrov under renovering.
- Undre vänster: Konstruktionsritning av ett skeppsskrov.
- Undre höger: Konstruktionsritning från akter till för, vänster bildhalva: akterskeppets sektioner, höger bildhalva: förskeppets sektioner.

Skrov, inom sjöfartsterminologi, avser de ihåliga flytkraftiga kroppar hos sjöfarkoster som ligger i kontakt med vattnet och bär farkostens huvudsakliga komponenter, utrymmen och passagerare, etc. Skrovet utgör sjöfarkostens sidor och botten, och indelas i diverse olika delar, såsom akter, stäv, köl, etc. 
Skrov kan tillverkas på flera olika sätt och kan vara stora inredda stålkonstruktioner med däck och skott, mindre träkonstruktioner av bordläggningen utan inredning eller däck, eller enkla urholkade trädstammar. Ordentliga skrov behöver invändigt bottenstockar, spant, samt längs- och tvärgående förstärkningar för att uppnå vridstyvhet för att motstå sjögång.
Skrov kan vara byggda av material som är tyngre än vatten, till exempel stål. Skrov som är gjorda av material som är lättare än vatten, kan i teorin flyta även då fartyget fyllts med vatten. Ett skrovs volym är lika stor volym i vatten som skrovet tränger undan enligt arkimedes princip. Ett fartygs flytkraft kallas deplacement; skrovet väger lika mycket som det vatten skrovet tränger undan.
Historiens första skrov anses ha varit de urholkade trädstammar, så kallade stockbåtar, som användes under stenåldern. Olika konstruktioner utvecklades genom åren med tillkomsten av bordläggning som är byggd med kravell eller klink på ett skelett som består av stävar och köl samt spant.
Dagens fritidsbåtar har ofta skrov av något plastmaterial eller aluminium samt stål. I i mindre omfattning byggs fortfarande även träbåtar. Stora fartyg har oftast skrov av stål med vattentäta skott med flera sektioner för ökad säkerhet. Dubbelbotten samt dubbel bordläggning förekommer till exempel i moderna tankfartyg. Segelbåtar och motorbåtar byggs även som katamaraner (med två skrov) eller som trimaraner (med tre skrov). Även större snabbgående passagerarbåtar eller färjor har byggts med katamaran- eller trimaranskrov.